# Недбаев, Игорь Николаевич
Игорь Николаевич Недбаев (2 марта 1958 года, г. Красноярск 26 (Железногорск), Россия (РСФСР, СССР) — 21 февраля 2020 года, г. Есик, Енбекшиказахский район, Алматинская область, Республика Казахстан) — российский и казахстанский геолог, специалист горно-геологической отрасли. Занимался изучением недр Земли и геологического строения северной континентальной части России и всей казахстанской территории, геофизическими исследованиями, разведкой и разработкой месторождений твёрдых полезных ископаемых, в основном на территории Республики Казахстан.

## Биография
Родился 2 марта 1958 года. Отец — Недбаев Николай Григорьевич, военный строитель (16.08.1933 — 4.03. 2011), мать — Вадиш Нина Игнатьевна, бухгалтер (26.05.1936 г.р.).

## Образование
В 1982 году закончил Красноярский институт цветных металлов имени Калинина по специальности: горный инженер-геолог.

## Работа
В разное время Игорь Николаевич Недбаев занимал должности: начальника геолого-геофизической партии (партия № 27, Семипалатинский испытательный полигон); директора научно-производственного объединения «Геодор»; первого заместителя акима (мэра) города Курчатова; заместителя директора Института геофизических исследований Национального ядерного центра Республики Казахстан; президента ТОО «ФМЛ Казахстан»; генерального директора ТОО «Сары Казна»; главного инженера проектов (ТОО «Два Кей»), консультанта и независимого эксперта.
С 1982 по 1999 год Недбаев занимался изучением влияния особенностей геосреды на мощный подземный взрыв и влиянием мощного подземного взрыва на геосреду и исследованием радиоактивного загрязнения на территории Семипалатинского Испытательного полигона в Казахстане.
С 1992 года занимался разведкой и подсчётом запасов на территории Семипалатинского полигона, месторождения Юбилейного и месторождения Майского.
С 1993 года занимался геологоразведкой и введением в эксплуатацию различных месторождений на территории Казахстана. Под его руководством были введены в эксплуатацию: горно-обогатительный комплекс по кучному выщелачиванию окисленных золотых руд месторождения Найманжал; сезонная модульная установка кучного выщелачивания на месторождении Тохтаровское; завод по производству меди из отвалов Коунрадского рудника методом кучного выщелачивания жидкостной экстракции и электролиза.
С 2012 года занимался консультированием по разведке и добыче полезных ископаемых и выступал в роли независимого эксперта по разведке и добыче твёрдых полезных ископаемых Республики Казахстан. С 2012 по 2020 годы, при непосредственном участии Недбаева Игоря Николаевича, как консультанта и главного инженера проектов, в компаниях «Два Кей» и «Центр Консалтинг» (г. Алматы, Казахстан), были подготовлены и защищены на заседаниях комиссии ГКЗ ряд отчётов с подсчётом запасов. В качестве независимого эксперта по разведке и добыче твердых полезных ископаемых, Недбаев провёл экспертизу десятков проектов добычи, которые впоследствии были успешно защищены в Центральной комиссии по разведке и разработке полезных ископаемых Министерства Индустрии и Новых Технологий Республики Казахстан.
Недбаев последние два года жизни (2018—2020) занимался поисково-оценочными работами, связанными с исследованием техногенных отвалов месторождений Соколовского и Сарбайского, а также полиметаллических объектов Западного Прибалхашья.

## Профессиональный путь
В течение обучения — до июля 1982 Геолог в Красноярской и Камчатской геологоразведочных экспедициях (Енисейский кряж, Советский рудник; Эвенкия, район реки Майеро, поиски алмазов; Камчатка, Аметистовое месторождение, геохимическая съёмка на золото).
1982 — 1992  Геолог, главный геолог, Начальник геолого-геофизической партии, Производственное геологическое объединение «Гидроспецгеология», партия № 27 (Семипалатинский испытательный полигон, г. Семипалатинск-21/Курчатов). Изучение влияния особенностей геосреды на мощный подземный взрыв и влияние мощного подземного взрыва на геосреду.
1992 Директор Научно-производственного объединения «Геодор» (Казахстан, г. Семипалатинск-21/Курчатов). Разведка полезных ископаемых на территории Семипалатинского полигона, подсчёт запасов: месторождение Юбилейное — разведка угля, месторождение Майское — разведка поделочных камней, разведка месторождения каолиновых глин.
1993 Первый заместитель акима (мэра) города Курчатова.
Заместитель директора Института геофизических исследований Национального ядерного Центра Республики Казахстан. Исследования радиоактивного загрязнения на площади полигона (18,000 км²); съёмка, поиски, разведка месторождений полиметаллов и золота на Найманжальской площади (Казахстан, Курчатов). 
1999 Директор рудника Новоднепровский (Казахстан-Щучинск). Строительство и ввод в эксплуатацию Новоднепровского горно-обогатительного комплекса (подсчёт запасов, открытая добыча, гравитационное, флотационное обогащение смешанных (окисленных и сульфидных) руд и цианидное выщелачивание концентратов на австралийской установке ГЕКО с получением сплава Доре).
2003 Вице-президент, президент ТОО ФМЛ Казахстан; проектирование, строительство и ввод в эксплуатацию горно-обогатительного комплекса по кучному выщелачиванию окисленных золотых руд месторождения Найманжал (г. Кокчетав, Республика Казахстан) (подсчёт запасов, открытая добыча, кучное выщелачивание с осаждением золота на цинк и получением золото-серебряного сплава Доре).
2006 — 2009 Заместитель генерального директора, Генеральный директор ТОО Сары Казна; подсчёт запасов, проектирование, строительство, ввод в эксплуатацию сезонной модульной установки кучного выщелачивания на месторождение Тохтаровское в Кустанайской области; подсчёт запасов ТМО в отвалах рудника Коунрад, проектирование, строительство, ввод в эксплуатацию завода по производству меди из отвалов Коунрадского рудника методом кучного выщелачивания жидкостной экстракции и электролиза (Казахстан, г. Балхаш); поисково-разведочные работы на полиметаллы и золото на Нарын-Чижинской площади (Казахстан, Панфилово).
2010 — 2011 Главный инженер проектов, ТОО «Два Кей». Разработка проектов по разведке и разработке золота, меди, молебдена, цинка, урана в Республике Казахстан.
2012 — 2020  Консультант по разведке и добыче полезных ископаемых ТОО «Центр консалтинг», независимый эксперт по разведке и добыче полезных ископаемых Центральной Комиссии по разведке и разработке полезных ископаемых Министерства Индустрии и Новых Технологий Республики Казахстан. Проектирование и экспертиза проектов по разведке и разработке золота, меди, молебдена, цинка, урана, угля в Республике Казахстан, оценка проектов; составление отчётов по результатам разведки с ТЭО кондиций и подстчётом запасов на основе объёмного моделирования запасов (месторождения: Кулуджун (золото, более 10 тонн), Босшаколь (медь, около 2500 тыс.тонн), Инкай (уран, 199 тыс.тонн).

## Награды
5 октября 2009 года представлен Номинационным комитетом деловых кругов к награждению Международной наградой «Звезда Пальмиры» (Palmira Star) за содействие развитию евроазиатской интеграции, а также за укрепление международных экономических и культурных связей.
Международная награда «Звезда Пальмиры» основана Международной Ансамблеей деловых кругов, Международной корпорацией социального партнёрства «Europe Business Assembly» (Оксфорд, Великобритания), совместно с деловой общественностью стран Ближнего Востока с целью имиджевой поддержки международных интеграционных процессов.

## Личная жизнь
Первая жена (1977—2004) — Недбаева (девичья фамилия — Рогова) Светлана Викторовна.
Дети:
Дочь — Янина Григорьева (девичья фамилия — Недбаева), родилась 7 января 1978 года, в г. Ужур-4 Красноярского края РФ.
Сын — Дмитрий Недбаев, родился 18 октября 1985 года в г. Семипалатинск, Казахстан.
Вторая жена (2004—2020) — Коньшина Мария Александровна.
Дети:
Сын — Илья Недбаев, родился 22 декабря 2006 года, г. Алматы, Казахстан.
Дочь — Ульяна Недбаева, родилась 22 декабря 2011 года, г. Алматы, Казахстан.
В течение всей жизни занимался плаваньем, в молодости занимался профессионально, имел спортивный разряд по плаванью. Вёл активный образ жизни. Любил путешествовать, организовывал выезды на природу, в том числе с палаткой (дикий туризм), любил русскую баню. Занимался садоводством и огородничеством. С переездом в город Иссык, с 2011 года, увлёкся агрономией. Посадил и вырастил яблоневый сад в 4 гектара. Со своей семьёй занимался изготовлением пастилы, джема и сидра из собственноручно выращенных яблок.[значимость факта?]
Умер в возрасте 61 год от рака тонкого кишечника. Среди возможных причин возникновения заболевания — радиация. Похоронен в г. Иссык, Казахстан.

## Научные статьи
КОНВЕРСИОННЫЕ, ЭКОЛОГИЧЕСКИЕ И СОЦИАЛЬНЫЕ АСПЕКТЫ ИЗУЧЕНИЯ МИНЕРАЛЬНО-СЫРЬЕВЫХ РЕСУРСОВ СЕМИПАЛАТИНСКОГО ПОЛИГОНА. Тухватулин Ш. Т., Беляшова Н. Н., Недбаев И. Н. Вестник НЯЦ РК, выпуск 2, июнь 2000. Стр. 135—138. УДК 553.042:[504.03:621.039.55](574.4)
Изменение геолого-геофизических и гидрогеологических условий на объектах СИП: технический отчёт / Партия № 27 ; исполн.: Недбаев И. Н., Полищук Р. Ф., Русинова JI. А., Шпаковская Р. С. — Курчатов, 1987. — 94 с.